# Chapelle Saint-Didier des Tourettes
La chapelle Saint-Didier est une chapelle romane située sur le territoire de la commune des Tourrettes dans le département français de la Drôme et la région Auvergne-Rhône-Alpes.

## Localisation
La chapelle est située à quelques centaines de mètres à l'est de la commune des Tourettes.

## Historique
La chapelle a été construite au XIIe siècle.
Elle fait l'objet d'un classement au titre des monuments historiques depuis le 4 octobre 1956.